# Église Notre-Dame (Mortagne-au-Perche)

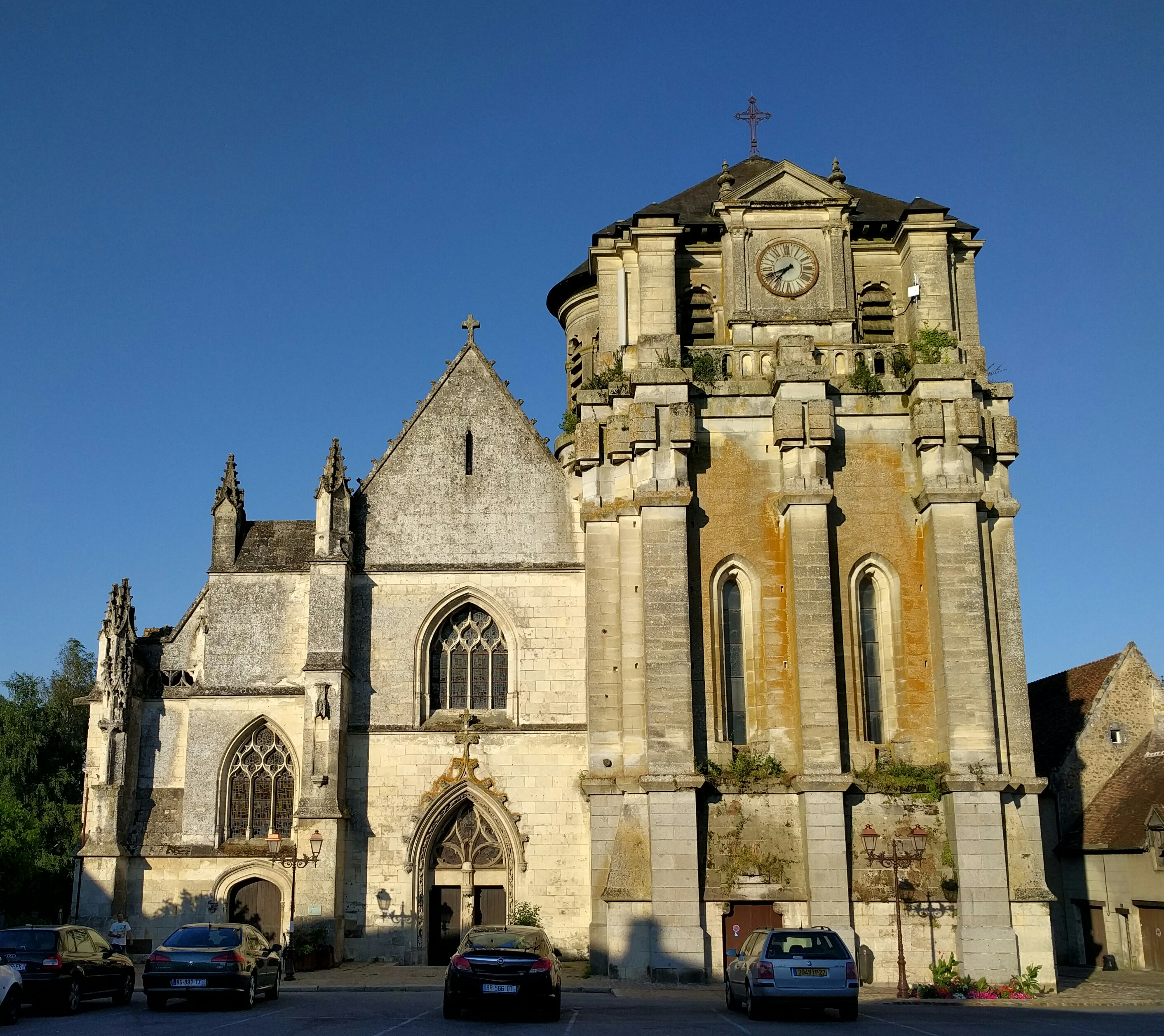
Façade van de église Notre-Dame

De Église Notre-Dame is een katholieke kerk in de Franse gemeente Mortagne-au-Perche (Orne).

## Geschiedenis
De kerk is gebouwd tussen 1494 en 1535 op de plaats van de kapel van het verdwenen Fort Toussaint in het centrum van Mortagne-au-Perche. Deze burcht en haar kapel waren grotendeels vernield tijdens de Honderdjarige Oorlog. In 1620 werd de kerktoren uit 1542 bekroond met een koepel bedekt met leisteen. Deze koepel brandde af in 1887. De schade werd onoordeelkundig hersteld en in 1890 stortte de top van de toren in. De toren werd niet heropgebouwd; enkel het uurwerk en de klokken werden hersteld.
De kerk met uitzondering van de toren werd in 1910 beschermd als historisch monument.

## Beschrijving
De gotische kerk heeft een opvallend portaal aan de noordzijde met gebeeldhouwde plantenmotieven, de Porte des Comtes. De glasramen van de kerk zijn erg divers, van de renaissance tot de 20e eeuw. Binnenin is er 18e-eeuwse houten wandbetimmering.

## Galerij

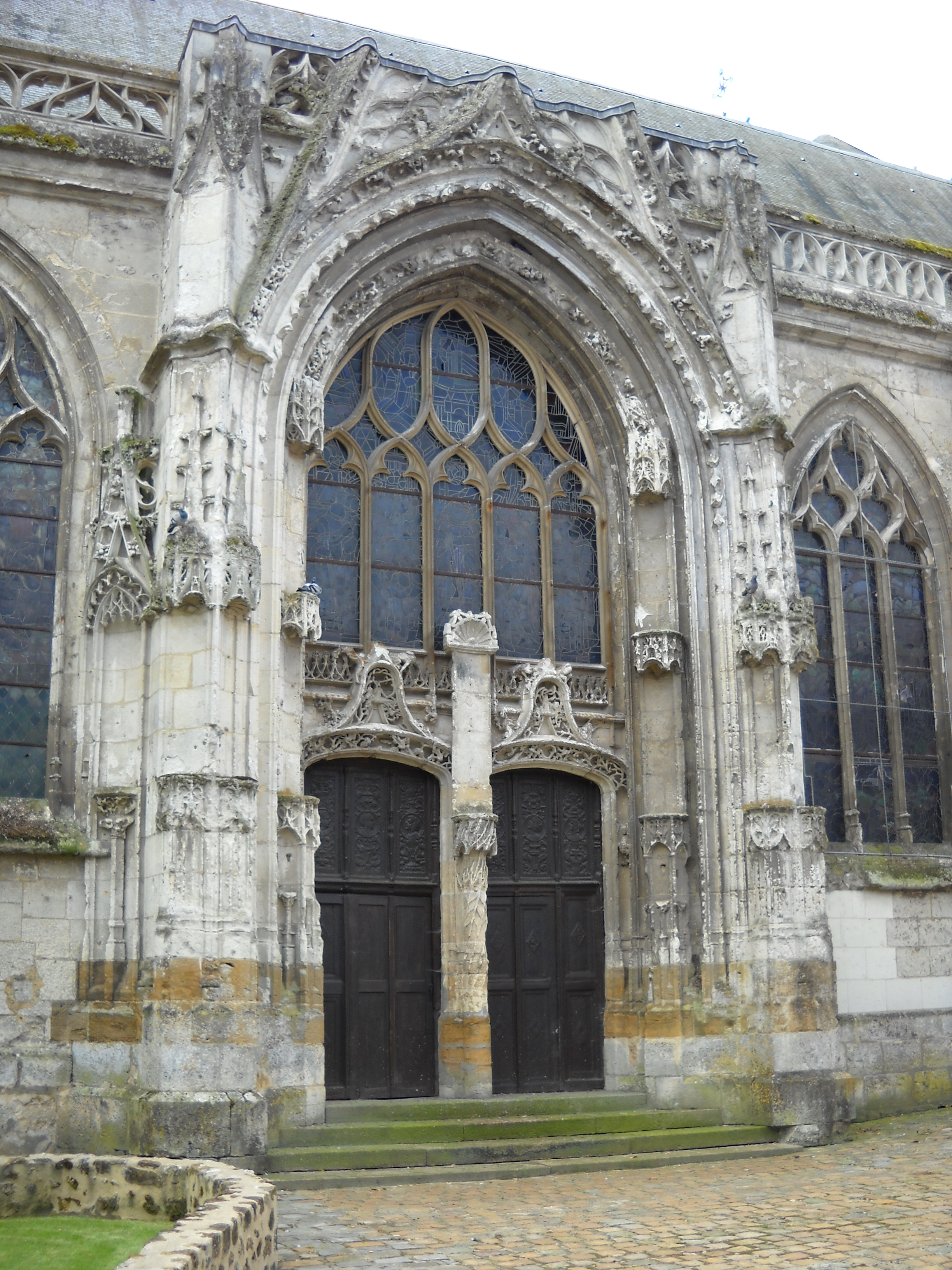
Porte des Comtes
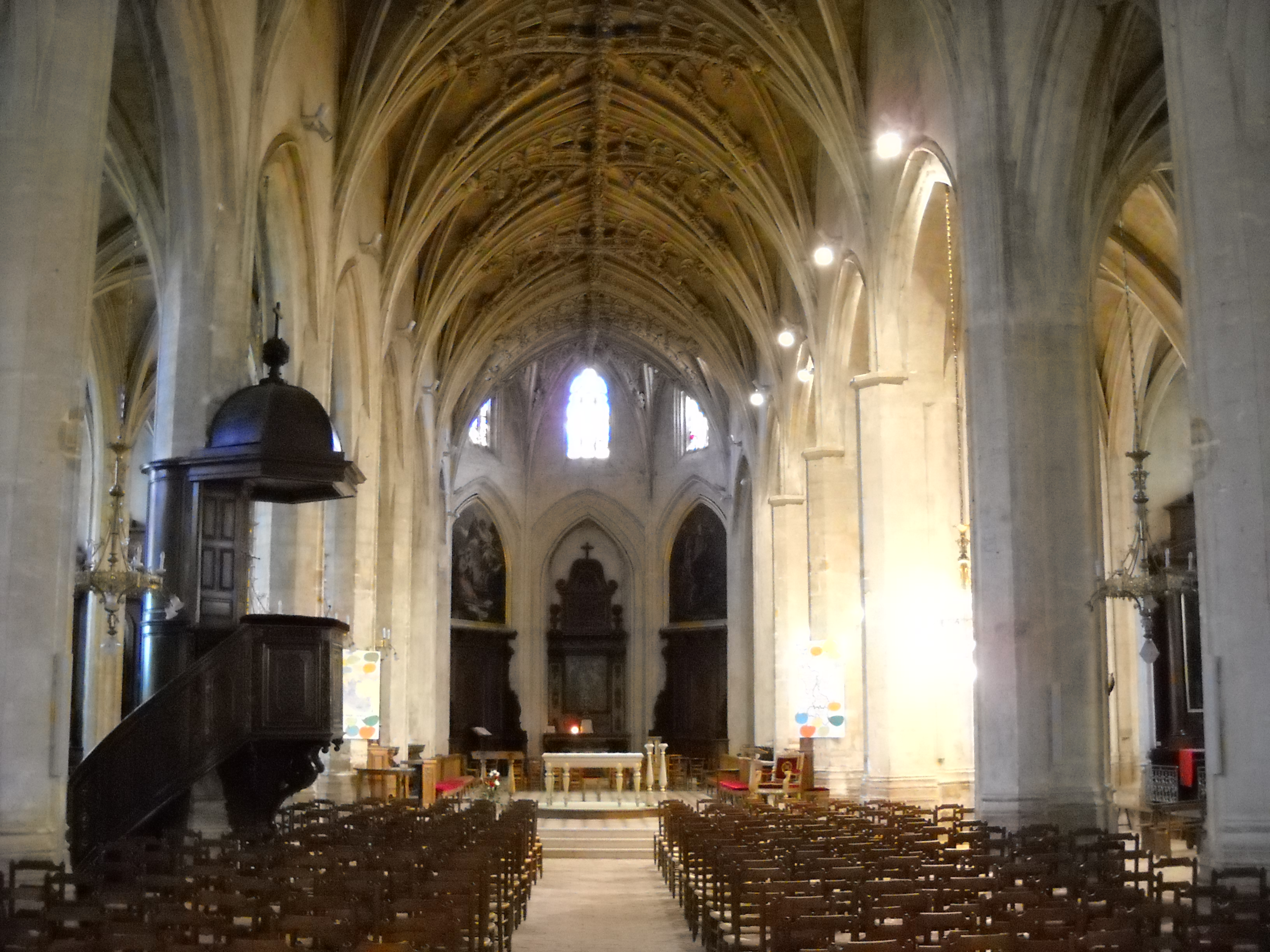
Interieur
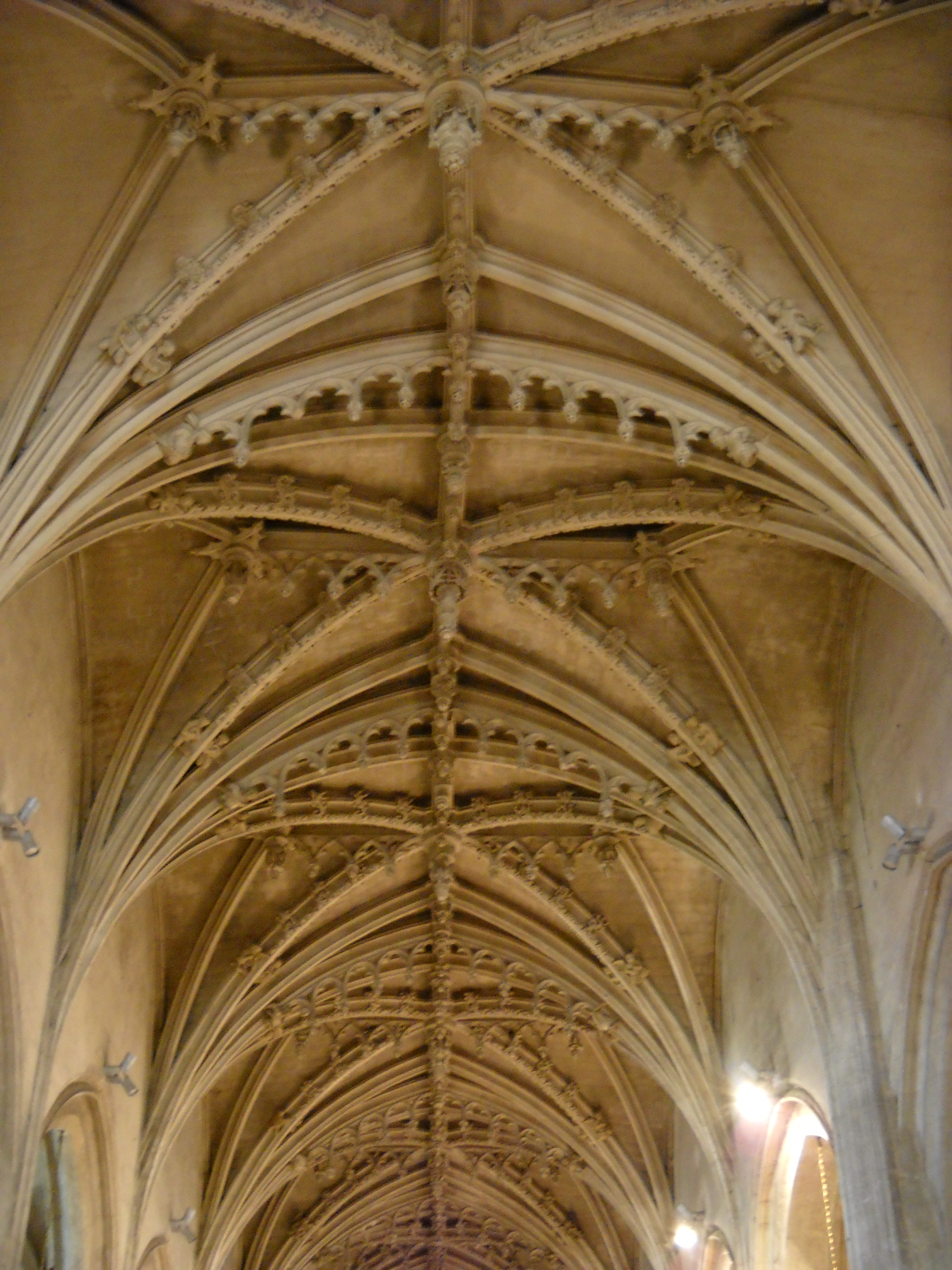
Gewelven
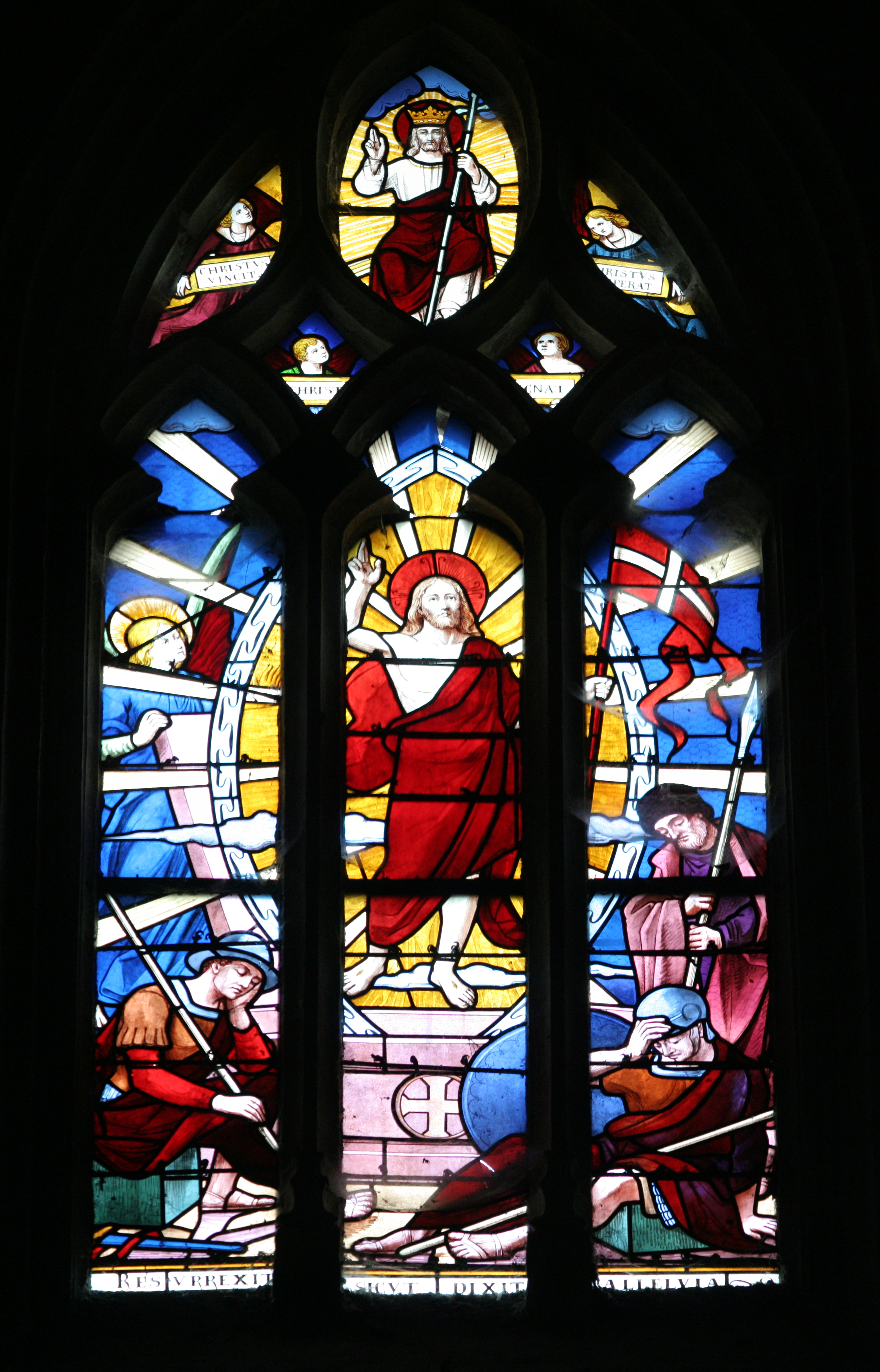
Glasraam
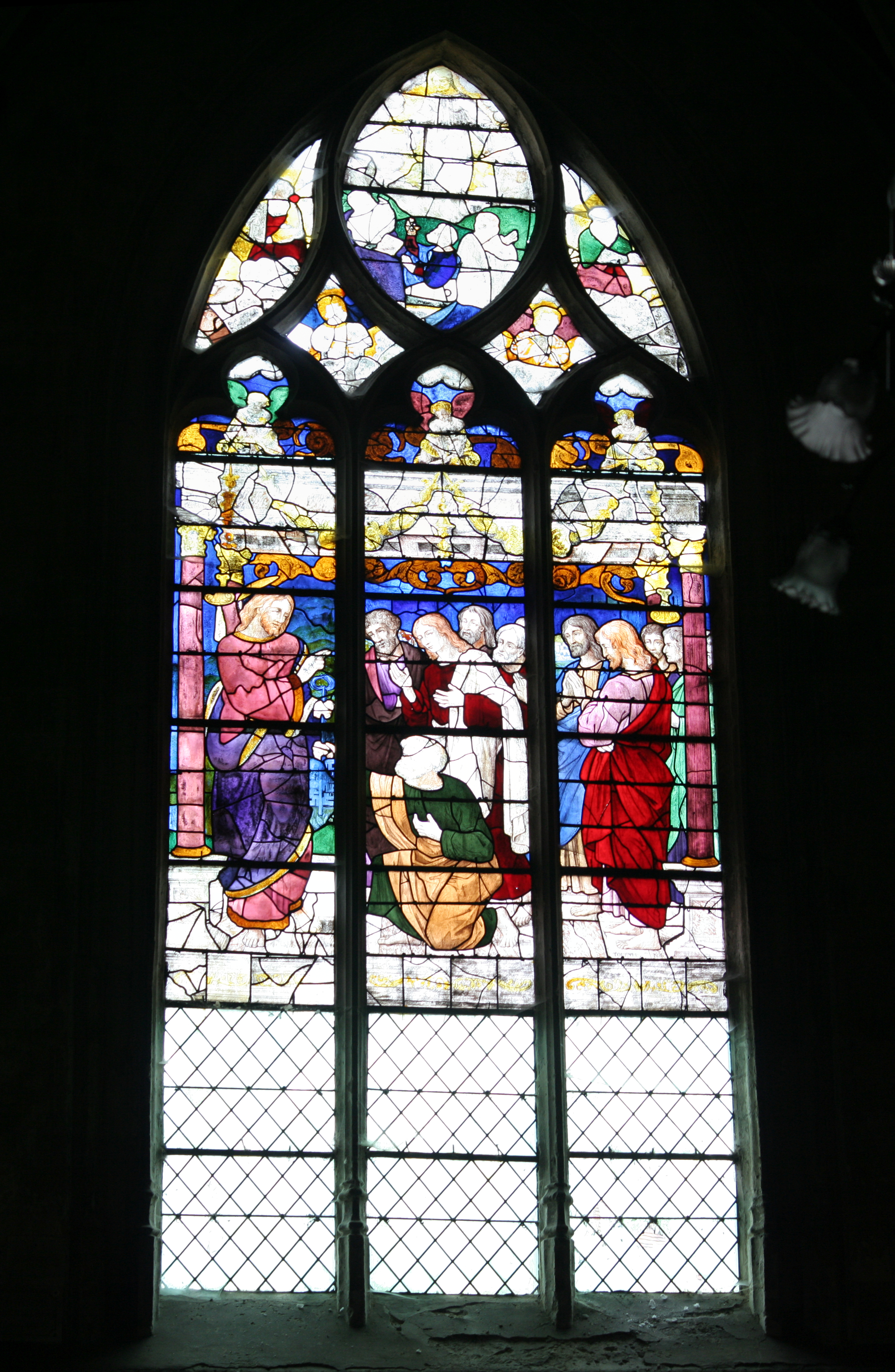
Glasraam